# Лерібе (район)
Лерібе (сесото Leribe) — один з 10 районів Лесото. Адміністративний центр — Хлоце. Крім адміністративного центру, в районі є ще одне місто - Мапуцое.

## Географія
Район Бута-Буте межує на заході з провінцією Фрі-Стейт, ПАР, на півночі з районом Бута-Буте, на південному-сході з районом Таба-Цека, на сході з районом Мокотлонг і на південному-заході районом Береа. Площа району становить 2,828 км².

## Населення
За переписом населення 2001 року у районі Лерібе мешкало 450.000 осіб.

## Адміністративний поділ Лерібе

### Округи
13 округів
- Хлоце
- Колон'яма
- Лікетлане
- Махобонг
- Маліба-Мацо
- Мапуцое
- Матлакенг
- Мохоболло
- Мпхосонг
- Пека
- Пела-Цоеу
- Таба Пацоа
- Цікоане

### Місцеві ради
18 місцевих рад
- Фен'яне
- Хленохенг
- Хомохоана
- Лімамарела
- Лінаре
- Літжотжела
- Майса-Пока
- Малаоаненг
- Манка
- Матламенг
- Менхоаненг
- Мотаті
- Мфоросане
- Пітсенг
- Сефоконг
- Серупане
- Сешоте
- Цоіліцоілі

| Лесото | Це незавершена стаття з географії Лесото. Ви можете допомогти проєкту, виправивши або дописавши її. |

29°00′ пд. ш. 28°00′ сх. д. / 29.000° пд. ш. 28.000° сх. д.